# Battaglia di Okehazama
La battaglia di Okehazama (Okehazama-no-tatakai) ebbe inizio nel giugno del 1560 ed in essa Oda Nobunaga sconfisse ed uccise il suo avversario Imagawa Yoshimoto, diventando così uno dei signori della guerra emergenti durante il lungo e travagliato periodo Sengoku.
Tra il maggio e giugno del 1560 Imagawa Yoshimoto con un esercito di circa 25 000 uomini si era messo in marcia verso Kyōto. Entrando del territorio della provincia di Owari sotto il controllo del clan Oda, si impossessò delle fortezze di confine di Washizu e Marune, prima di accamparsi in una gola ricca di vegetazione nota come Dengaku-hazama.
Gli scout di Nobunaga rivelarono la posizione del suo avversario che condusse il proprio esercito nei pressi di un tempio di nome Zenshōji, posto a breve distanza dal nemico e dalla famosa via commerciale nota come Tōkaidō.
Se Nobunaga avesse deciso per un attacco frontale le sorti del combattimento sarebbero state facilmente prevedibili, essendo le sue forze in inferiorità numerica rispetto al nemico di una proporzione di dieci a uno. Scartata quindi l'opzione dell'assalto in campo aperto, l'opzione di asserragliarsi all'interno del tempio Zenshōji avrebbe significato solo un suicidio dilazionato. Nobunaga optò allora per una terza tattica, ovvero quella dell'attacco a sorpresa all'accampamento di Imagawa.
Nobunaga lasciò un piccolo presidio all'interno del tempio dando loro istruzioni affinché schierassero tutte le insegne e le bandiere di guerra, con lo scopo di dare l'illusione di un maggiore contingente di uomini. Attirando così l'attenzione del nemico riuscì a distrarlo dal movimento del grosso del suo esercito, forte di 3 000 guerrieri, che si mosse rapidamente verso l'accampamento nemico facendosi scudo della vegetazione circostante e seguendo un tragitto circolare di avvicinamento.
L'esercito di Imagawa non si aspettava un attacco di sorpresa ed era per questo poco allertato anche a causa del grande caldo e dei bagordi per i festeggiamenti ricchi di cibo e sakè per celebrare le loro recenti vittorie.
L'approssimarsi del nemico venne altresì celato dallo scoppio di un forte temporale che camuffò la gran parte dei rumori. Il 12 giugno 1560, dopo la fine del temporale, le forze di Nobunaga penetrarono di sorpresa all'interno dell'accampamento nemico da nord, mettendo allo sbaraglio gran parte dei guerrieri di Imagawa e avvicinandosi alla tenda di quest'ultimo senza che egli se ne accorgesse affatto.
Quando uscì fuori della tenda Imagawa Yoshimoto si diede a dare ordini a destra e a manca pensando che i guerrieri che lo circondavano facessero parte del suo esercito, quando si rese conto della verità della situazione tentò una disperata resistenza, ma dopo aver parato diversi colpi venne ferito mortalmente da una lancia.
Assistendo alla morte del loro capo e di altri ufficiali, i restanti capi militari dello schieramento di Imagawa Yoshimoto si arresero al nemico e l'esercito venne rapidamente sconfitto.
Questa vittoria segnò per Nobunaga un evento miracoloso e una impresa che gli fece guadagnare molta fama e rispetto, segnando altresì il primo passo verso il suo progetto di unificazione del Giappone.
Tra gli ufficiali nemici che passarono al servizio dello schieramento di Nobunaga era da annoverare un soldato di nome Matsudaira Motoyasu che più tardi sarebbe diventato celebre con il nome di Tokugawa Ieyasu.